# فريدريك كابلان
فريدريك اس كابلان هو دكتور أمريكي متخصص في الامراض المتعلق بالاضطرابات العضلية الهيكلية (متلازمة الرجل الصخرة) مثل خلل التنسج الليفي العظمي المتدرج.

## تعليم
حصل فريدريك كابلان على درجة البكالوريوس من جامعة جونز هوبكنز عام 1972ومقرها في بالتيمور بولاية ماريلاندبالولايات المتحدة، كما حصل على دكتوراه في الطب بمعنى «أستاذ في الطب»، وهي درجة طبية تعطى للطبيب وتمنح من قبل الكليات الصحية، ولقد حصل فريدريك كابلان عليها من جامعة جونز هوبكنز وتخرج عام 1976.

## بحث FOP
في منتصف الثمانينيات، التقى كابلان بديفيد رومانوف، ويعتبر ديفيد رومانوف المدير الطبي لـبيت إنجليس، وهو مكان الرعاية السكني للبالغين ذوي الإعاقة، تم اكتشاف حالتين اصابه لدئ النزلاء يعانون من خلل التنسج الليفي المعظم المترقي، وهي حالة طبية نادرة جدا في الأنسجة الرخوة وفي هذه العملية تجدد العظام تتكوّن مادة عظم جديدة عن طريق خلايا بناء العظم. تُسمّى هذه العملية بالتعظّم أو تكوّن العظم (بالإنجليزية: Ossification أو Osteogenesis) أو تكوّن النسيج العظمي أو يتحول إلى العظام مع مرور الوقت، كان رومانوف يحاول ان يجد علاج للمرضى اللذين يعانون من هذا المرض، وسأل كابلان عما إذا كان يرغب في مقابلتهم، وبالفعل قابلهم واستطاع تشخيص حالتهم، وتعتبر هذي أول مواجهه واقعيه وفعليه مع المرض.
التقى كابلان بطبيب المناعة والوراثة مايكل زاسلوف في عام 1988، وقابل زاسلوف مريض مصاب بـ FOP، وهو طفل صغير،  وكانت الاستجابة المرضيه «فورية» علئ المريض الشاب كما ذكر كابلان، وهذ الي جعله يطلب اجازه لمدة ثلاث سنوات حتئ يكون متفرغ من عمله لكي يتسنئ له البدء للبحث والدراسة الامور المتعلقه ب FOP ، تعاون زاسلوف وكابلان معًا لإنشاء مشروع البحث التعاوني FOP في جامعة بنسلفانيا  في عام 1992، بدأ كابلان وإيلين شور المختصه في علم الاحياء والبيولوجيا الخلوية والجزيئية بالبدا في مختبر أبحاث FOP.
بدا العالمان شور وكابلان التوصل إلى الاسباب الحقيقيه لمرض ال FOP وقاموا بنشر النتائج الاوليه على انها تسبب خلل التنسيج الليفي المتقطع عن طريق وجود طفرة متكررة من النوع الأول ACVR1 في مستقبلات BMP ، كان المرض غامض حيث تطلب مدة زمنيه طويله تجاوزت الخمسة عشر عاماً من البحث الذي قام فيه فريق من الباحثين بما فيهم كابلان للوصول للسبب المرض، وهو طفره واحده في جين النوع الأول من مستقبلات أكتيفين أ.
مؤخرا أصبح كابلان وشور خبراء العالم الأول ومديرين في مركز الابحاث في FOP والاضطرابات ذات الصلة حيث كان ذلك في عام 2015 .

## أبحاث POH
اكتشف كابلان حاله مميزه عندما كان يحقق في FOP وهي اضطراب عضلي هيكلي جديد يعرف ب POH ، وهو التنسج العظمي غير المتجانس كما وصف في منشوره عام 1994 .
كان ذلك بعد تشخيصه لمرضى FOP لبعض المرضئ حيث بدا مضهرهم مختلف عن المصابين FOP ، حيث لم يكن لديهم أي تشوهات خلقيه على الرقم من تكوين انسجه عظميه خارج الهيكل العظمي كما يحدث ذلك في FOP .
لان مرضئ POH لديهم نمط تعظم يختلف عن نمط تعظم مرضئ FOP ، كون التعظم ينتشر داخل الغشاء بدلا من انتشاره داخل الغضروف.

## الجوائز والتكريمات
بدات سلسلت الجوائز والتكريمات في عام 2006، حيث صنفت مجلة نيوزويك كابلان كواحد من «15 شخصًا يجعلون أمريكا عظيمة». ، وانتخب في الأكاديمية الوطنية للطب في عام 2009 كما حصل علئ جائزة اثر نادر من المنظمة الوطنية للاضطرابات النادرة في 2017  ، وايضا جائزة الشيخ حمدان بن راشد آل مكتوم للعلوم الطبية لعمله في العلوم الطبية في 2018.

## روابط خارجية
- فريدريك كابلان